# Бухличі (зупинний пункт)
Бýхличі (біл. Бýхлічы) — пасажирський залізничний зупинний пункт Барановицького відділення Білоруської залізниці на лінії Рівне — Сарни — Лунинець між станціями Удрицьк (6,5 км) та Горинь (6 км).
Розташований поблизу села Бухличі Столинського району Берестейської області. 

## Історія
Зупинний пункт відкрито 1885 року під час будівництва залізничної лінії Рівне — Сарни — Лунинець.

## Пасажирське сполучення
Зупинний пункт є кінцевим для дизель-поїздів, що курсують на/зі станції Барановичі-Поліські та Лунинець.